# ストラテジーゲーム

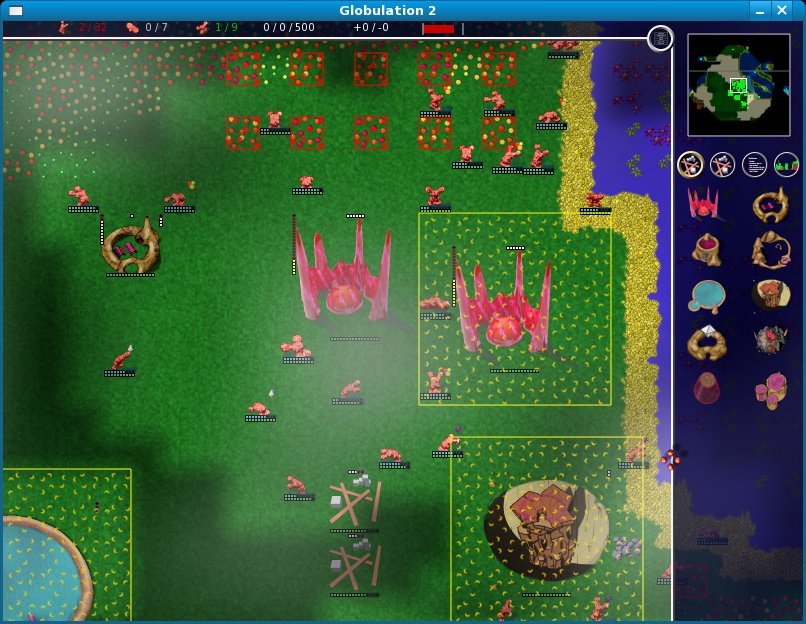
Globulation 2

ストラテジーゲーム (Strategy video game) は、コンピュータゲームのジャンルの一つで、勝利のために熟考して計画を練ることに焦点を置いたもの。戦略ゲームともいう。

## 概要
ストラテジーゲームでは、戦略や戦術、時には兵站のような要素が重視される。多くのストラテジーゲームには経済や探検といった要素も含まれ、そのゲームシステムに応じてターン制ストラテジー (TBS) かリアルタイムストラテジー (RTS) に、また戦略と戦術のどちらに焦点を当てているかで、大きく分類される。
日本においてストラテジーゲームはシミュレーションゲーム (SLG) のサブジャンルの一つとみなされており、ウォー・シミュレーションゲームとほぼ同じ意味合いで用いられている。一方、欧米ではストラテジーゲームとSLGは別のものとして扱われる傾向がある。

## サブジャンル
ターン制ストラテジー (TBS)
プレイヤーと対戦相手がターンごとに行動するストラテジーゲーム。
リアルタイムストラテジー (RTS)
プレイヤーと対戦相手がともにリアルタイムで行動するストラテジーゲーム。
タワーディフェンス
自分の領地に侵入してくる敵を倒すRTS。
マルチプレイヤーオンラインバトルアリーナ (MOBA)
複数のプレイヤーが各自ユニット1体のみを操作するRTS。
グランドストラテジー
政治や経済、外交なども含めた大戦略を扱うストラテジーゲーム。
4X
探検・拡張・開発・殲滅の4要素を備えたストラテジーゲーム。